# Paysage (Baudelaire)
Pour les articles homonymes, voir Paysage (homonymie).
Paysage est un poème de Baudelaire publié en 1861 dans la section "Tableaux parisiens" des Fleurs du mal.

## Situation
Il s'agit du premier poème de la section, il a donc un rôle à jouer pour la présenter.

## Forme
Le poème est composé de deux strophes d'alexandrins de 8 et 18 vers respectivement. Les rimes sont suivies et elles respectent l'alternance entre rimes féminines et rimes masculines.

## Étude

### Un poème en deux parties

#### L'inspiration
En premier temps, le poète est inspiré par son environnement, on note le champ lexical de la nature, et de la musique, ce qui exprime un lyrisme néanmoins maîtrisé dans ses impressions et ses émotions. Le terme "églogue" renvoie à l'Antiquité. Par ailleurs, on relève aussi le champ lexical de l'élévation. Le terme "astrologues" renvoie quant à lui à l'idée de correspondance verticale. L'inspiration du poète passe par la perception de son environnement, il y tient et souhaite le conserver. Il exprime donc son dégoût sur la destruction de cette nature et espère la conserver telle quelle, ainsi relève-t-on le champ lexical de la perception associé à une gradation (qui renvoie aux correspondances horizontales) ; malgré tout, le support visuel domine. Cette inspiration fondée sur la nature se rapproche du romantisme, mais Baudelaire joue avec elle, la dépasse et la transfigure en s'intéressant à Paris.
Cette première partie du poème (indépendamment des strophes), consacrée au paysage extérieur, s'oppose à la deuxième qui parle paysage intérieur

#### La création
La deuxième partie du poème traite du paysage intérieur. Elle est présente dès le premier vers du poème avec une référence à la création poétique, indispensable au détachement des tentations charnelles familières au poète (sexualité, drogue, alcool) 
Elle se rattache à l'étymologie du mot "poésie", provenant du grec ancien poiein signifiant "faire" dans le sens "fabriquer". On relève le champ lexical de la création, qui s'attache à la reproduction de l'univers naturel mais en l'embellissant d'une manière personnelle. Le poète est démiurge, il atteint une reconstitution mentale pure retranscrite par la puissance de l'écriture, il passe de la contemplation à la création.
La beauté de l'univers obtenu est mis en relief par de nombreux procédés. L'utilisation du pluriel pour « les printemps, les étés, les automnes » renvoie à une idée d'éternité accentuée par « soir et matin » ; on relève le champ lexical de la chaleur, et on peut également observer un chiasme syntaxique :
De tirer un soleil de mon cœur, et de faire
De mes pensers brûlants une tiède atmosphère.
L'idéalisation passe également par l'emploi de termes comme « bleuâtre », Idylle ».
Au niveau des sonorités, on note les dispositions harmonieuses des sons aux premiers hémistiches des vers 18 et 19 (sons "d-j-d / d-j-d" et "d-b-z / d-z-z").

#### Opposition
La symétrie entre les deux parties permet l'écho : les vers 5-6 et 22-21 se répondent.
Les deux mains au menton, du haut de ma mansarde,
Je verrai l'atelier qui chante et qui bavarde ;
...
L'Émeute, tempêtant vainement à ma vitre,
Ne fera pas lever mon front de mon pupitre ;
De même, la beauté du nouvel univers s'oppose à la banalité du réel, par exemple, « mes féeriques palais » s'oppose à « mansarde », et « Des jardins, des jets d'eau » s'oppose à « fleuves de charbon ».
Au niveau des sonorités, il y a une opposition entre l'allitération en "m" et nasales du vers 5 (sons étouffés), et l'assonance en "i" (son clair) du vers 16.

### Un programme de la section
Ce poème, en introduisant la section des "Tableaux parisiens", en annonce le contenu. On relève l'emploi du futur simple, et les premiers mots « Je veux », voire l'emploi de l'article défini généralisant (« L'étoile dans l'azur, la lampe à la fenêtre »).    

### Un refus de l'engagement
Le poème exprime de manière claire un refus de l'engagement aux vers 21-22 :
L'Émeute, tempêtant vainement à ma vitre,
Ne fera pas lever mon front de mon pupitre ;
On note l'allitération en "t", sonorité sèche et sonore, une harmonie imitative faisant référence à la frappe de l'Émeute sur la vitre. Notons enfin que l'Émeute fait référence à un contexte historique précis ; il s'agit de la Révolution française de 1848, proclamation de la Seconde République.  

### Le poète alchimiste
On relève dans le poème le champ lexical de la ville, moderne et industrielle. Cependant, les termes sont embellis. Les « clochers » deviennent musicaux avec « hymnes », « l'atelier » « chante et bavarde », « les tuyaux, les clochers » deviennent par une métaphore « ces mâts de la cité », et, par le même procédé, « les fleuves de charbon [montent] au firmament ». Ainsi, le poète embellit ce qui est trivial, par un procédé alchimique qui extrait la beauté à partir du laid. Ce procédé se nomme la sublimation.